# Précey
Précey település Franciaországban, Manche megyében. Lakosainak száma 567 fő (2022. január 1.). Précey Servon, Céaux, Crollon, Juilley és Pontaubault községekkel határos.

## Népesség
A település népességének változása:
| Lakosok száma | 401  | 356  | 341  | 433  | 529  | 539  | 550  | 574  | 584  | 567  |
|               | 1968 | 1982 | 1990 | 2006 | 2013 | 2015 | 2017 | 2019 | 2020 | 2022 |